# Emtec Magnetics

Logo von Emtec Magnetics

Das Unternehmen Emtec Magnetics mit Sitz in Ludwigshafen am Rhein war der weltgrößte Hersteller von Datenspeichern und existierte von 1997 bis 2003.

## Unternehmen und Produkte
Zu den Produkten gehörten hauptsächlich magnetische Medien wie Audiokassetten, Videokassetten und Streamer-Bänder für Unternehmen. Die Produktionswerke waren in Willstätt bei Kehl und München. Vertrieb, Marketing und Verwaltung befanden sich in Ludwigshafen.

## Geschichte
1997 wurde die Sparte BASF Magnetics der BASF an das neu gegründete Unternehmen EMTEC Consumer GmbH verkauft. Der Verkauf beinhaltete eine fünfjährige Lizenz zur Nutzung des Markennamens BASF. Diese Marke wurde auf allen Produkten bis zum Jahre 2002 abgedruckt. In der Übergangszeit wurde mit dem Aufdruck „BASF by EMTEC“ geworben. Nach dem Auslaufen des Lizenzvertrages wurde nur noch der Name Emtec verwendet. Durch den wirtschaftlichen und technischen Wandel auf dem Verbrauchermarkt, der von analogen Medien hin zu digitalen Medien führte, kam es zu stark sinkenden Verkaufszahlen. 2003 wurde das Unternehmen zahlungsunfähig. Am 14. Januar 2003 meldete Emtec beim Amtsgericht Ludwigshafen die Eröffnung eines Insolvenzverfahrens an. Als Insolvenzverwalter wurde Jobst Wellensiek eingesetzt.
Nach der Insolvenz wurde das Unternehmen aufgelöst und die Werke geschlossen. Die Maschinen zur Produktion der Bänder wurden an den niederländischen Hersteller RMG International verkauft. Dieser produzierte bis 2012 alle gängigen Magnetbänder mit den von Emtec übernommenen Maschinen.
Die Marke Emtec gehört heute dem französischen Unternehmen Dexxon Data Media SAS, das weiterhin Speicherprodukte – wie SSDs, Flash-Drives und (micro-)SD-Karten – unter diesem Markennamen herstellt.